# Netzhoppers Königs Wusterhausen
O Netzhoppers Königs Wusterhausen, também conhecido como Energiequelle Netzhoppers KW-Bestensee por questões de patrocínio, é um time alemão de voleibol masculino da cidade de Königs Wusterhausen, situada no estado de Brandemburgo. Atualmente o clube disputa a 1. Bundesliga, a primeira divisão do campeonato alemão.

## Histórico
O clube da cidade de Königs Wusterhausen foi fundado em 1991. Seu melhor resultado no campeonato nacional foi na temporada 2008–09, onde chegou as semifinais.
Após seis anos como membro da primeira divisão, o pedido de licença do clube para direitos de jogo na 1. Bundesliga para a temporada 2013–14 foi rejeitado pela DVL por razões econômicas. Na temporada 2013–14, o time estreou na 2. Bundesliga. Após terminar a competição sem nenhuma derrota, conseguiu obter o acesso à primeira divisão.
Na temporada 2020–21 o clube foi vice-campeão da Copa da Alemanha após perder a final para o United Volleys Frankfurt por 3 sets a 0. Em 2022, os Netzhoppers conquistaram a medalha de bronze da Bounce House Cup – torneio sucessor à Supercopa Alemã – após impor um placar de 3–1 contra o SVG Lüneburg.

## Títulos
Copa da Alemanha
- Vice-campeão: 2020–21

 Supercopa Alemã
- Terceiro lugar: 2022

 2. Bundesliga Nord
- Campeão: 2005–06, 2013–14

## Elenco atual
Atletas selecionados para disputar a temporada 2022–23.
| Camisa                      | Nome              | Altura (m) | Posição    |
| --------------------------- | ----------------- | ---------- | ---------- |
| 1                           | Byron Keturakis   | 2,02       | Levantador |
| 2                           | Raymond Barsemian | 1,98       | Ponteiro   |
| 3                           | Mario Schmidgall  | 2,02       | Levantador |
| 4                           | Yannick Goralik   | 2,06       | Central    |
| 5                           | Max Chamberlain   | 2,00       | Central    |
| 7                           | Malachi Murch     | 1,97       | Ponteiro   |
| 8                           | Dirk Westphal     | 2,03       | Ponteiro   |
| 9                           | Max Schulz        | 1,99       | Ponteiro   |
| 11                          | Theo Timmermann   | 1,90       | Ponteiro   |
| 12                          | Randy Deweese     | 2,01       | Oposto     |
| 14                          | Kyler Presho      | 2,03       | Central    |
| 15                          | Moritz Eckardt    | 1,83       | Líbero     |
| 16                          | Gian-Luca Berger  | 1,85       | Líbero     |
| Técnico: Tomasz Wasilkowski |                   |            |            |